# 牲川步見
牲川步見（1994年5月12日—），日本靜崗縣濱松市出生的足球运动员，現效歷日職聯球隊磐田山葉，位置為守門員。

## 經歷
牲川步見在磐田山葉青訓出身。2011年，入選日本少年隊參加在墨西哥舉辦的世界少年錦標賽。帶領日本少年隊進入8強。2012年，同時被磐田山葉註冊為一隊及青年隊球員。

## 曾效力球隊
青年時期球隊
- 2007年－2009年：磐田山葉少年隊
- 2010年－2012年：磐田山葉青年隊

職業球隊
- 2012年－：磐田山葉
  - 2012年，牲川步見同時被磐田山葉註冊為一隊及青年隊球員

## 個人戰歷
| 年度   | 球隊     | 聯賽 | 球衣號碼 | 聯賽 | 聯賽 | 聯賽 | 聯賽 | 聯賽杯 | 聯賽杯 | 天皇杯 | 天皇杯 | 全年合計 | 全年合計 |
| 年度   | 球隊     | 聯賽 | 球衣號碼 | J1   | J1   | J2   | J2   | 聯賽杯 | 聯賽杯 | 天皇杯 | 天皇杯 | 全年合計 | 全年合計 |
| 年度   | 球隊     | 聯賽 | 球衣號碼 | 出場 | 得分 | 出場 | 得分 | 出場   | 得分   | 出場   | 得分   | 出場     | 得分     |
| ------ | -------- | ---- | -------- | ---- | ---- | ---- | ---- | ------ | ------ | ------ | ------ | -------- | -------- |
| 2012年 | 磐田山葉 | J1   | 29       |      |      | -    | -    |        |        |        |        |          |          |
| 2013年 | 磐田山葉 | J1   | 29       |      |      | -    | -    |        |        |        |        |          |          |
| 总数   | 总数     | 总数 | 总数     |      |      | -    | -    |        |        |        |        |          |          |

- 2012年，牲川步見同時被磐田山葉註冊為一隊及青年隊球員